# Gnetales
Ordre
Les Gnetales sont un ordre de plantes gnétophytes. Ce sont des plantes que l'on a longtemps considérées comme proches des plantes Angiospermes. Certains les estiment plutôt proches des Gymnospermes à l'heure actuelle, en se basant majoritairement sur les preuves moléculaires, qui sont contredites par les preuves cladistiques du phénotype. Les résultats des taxonomies moléculaires sont dits être dus au faible échantillonnage et les erreurs systématiques  (mendeley.com sommaire) ,(oxfordjournals.org). La preuve stratigraphique contredit aussi les résultats génotypiques ,(botany.ubc.ca). Même avec la découverte d'un gnétophyte fossile du Permien, qui est revendiqué à fournir une preuve d'un clade gnétophytes-gymnospermes , la morphologie des formes fossiles, que l'analyse génotypique ne peut pas inclure, continue à soutenir la parenté gnétophytes+angiospermes . Les synapomorphies pour Anaspermae (Diplophyta) (Gnétophyta+Angiospermae) sont la double fécondation, une tunique dans le méristème apical, et la réaction Maule 
Le groupement gnétophytes-conifères-Ginkyo remonte à Chamberlain  et le groupement gnetophytes-angiospermes remonte à Ernst Haeckel (archive.org) et Arber et Parkin ,. 
Les conifères et gnétophytes ont des feuilles linéaires, les sporophylles réduits, et les fosses bordées circulaires avec tores dans le protoxylème, et avec Ginkyo, ils possèdent uniquement le métaxylème manquant des fosses scalariformes , mais ces caractéristiques sont dits être plésiomorphes ou convergentes par ceux qui soutiennent la parenté gnétophytes+angiospermes.

## Classification
Selon les auteurs, la classification varie légèrement. Pour certains, l'ordre comporte le genre Gnetum, le genre Ephedra et le genre Welwitschia.
Pour d'autres, l'ordre ne contient que le genre Gnetum. Les genres Ephedra et Welwitschia sont alors placés dans deux ordres qui leur sont propres.
- ordre Gnetales
  - famille des Gnetaceae
    - genre Gnetum qui regroupe des lianes équatoriales.